# Freccia Vallone 1990
La Freccia Vallone 1990, cinquantaquattresima edizione della corsa, si svolse l'11 aprile 1990 per un percorso di 208 km da Spa al muro di Huy. Fu vinta dall'italiano Moreno Argentin, al traguardo in 5h21'00" alla media di 38,879 km/h.
Dei 194 ciclisti alla partenza furono in 125 a portare a termine il percorso. L'olandese Gert-Jan Theunisse, giunto terzo a 3" dal vincitore, fu declassato per positività all'antidoping.

## Ordine d'arrivo (Top 10)
| Pos. | Corridore            | Squadra      | Tempo    |
| ---- | -------------------- | ------------ | -------- |
| 1    | Moreno Argentin      | Ariostea     | 5h21'00" |
| 2    | Jean-Claude Leclercq | Helvetia     | a 3"     |
| SQ   | Gert-Jan Theunisse   | Panasonic    | s.t.     |
| 4    | Miguel Indurain      | Banesto      | a 10"    |
| 5    | Steven Rooks         | Panasonic    | a 14"    |
| 6    | Stephen Roche        | Histor-Sigma | a 18"    |
| 7    | Ron Kiefel           | 7 Eleven     | a 22"    |
| 8    | Raúl Alcalá          | PDM-Concorde | a 29"    |
| 9    | Robert Millar        | Z            | a 37"    |
| 10   | Davide Cassani       | Ariostea     | a 45"    |